# Фердинанд Якоб фон Велц-Шпигелфелд
Фердинанд Якоб фон Велц-Шпигелфелд (на немски: Ferdinand Jakob Freiherr von Welz zu Spiegelfeld; * 25 юли 1602; † 13 ноември 1655) е австрийски фрайхер на Велц-Шпигелфелд в Санкт Лоренцен им Мюрцтал в Щирия.

## Произход
Той е син на Герхард Вилхелм Велц-Шпигелфелд, Пайердорф, Пруцендорф и съпругата му Барбара Лампл, дъщеря на Йохан Лампл цу Фронсберг-Хаугсдорф и Барбара Магер фон Фуксщат. Внук е на Казимир Еразмус фон Велц-Файщриц, Шпигелфелд, Пруцендорф († 1597) и Анна Барбара Тулфер.
Родът на фрайхерен фон Велц притежава множество дворци в Каринтия и Щирия. Внукът му Франц Раймунд фон Велц-Еберщайн-Шпигелфелд (1667 – 1732) е издигнат на граф.

## Фамилия
Фердинанд Якоб фон Велц-Шпигелфелд се жени 1629 г. за Ева фон Траутмансдорф, сестра на граф Георг Кристоф фон Траутмансдорф († 1660), дъщеря на фрайхер Георг Адам фон Траутмансдорф-Фрайентурм-Кастелалт († 1599) и фрайин Юдит Шайдт фон Целерис († 21 септември 1634). Те имат един син:
- Йохан Вилхелм Лудвиг фон Велц-Шпигелфелд-Прутцендорф (* 11 юни 1630; † 12 септември 1693, Пилзен), женен за Барбара Мария Регина фон Хайсберг († 23 декември 1683, Виена), дъщеря на Йонас Млади фон Хайсберг и Катарина Юлиана Матушка; те имат син:
  - Франц Раймунд фон Велц-Еберщайн-Шпигелфелд (* 1667; † 30 август 1732, Виена), граф, женен на 5 юни 1689 г. във Виена за графиня Мария Маргарета Регина Розалия Розина Терезия Буцелини (* 2 април 1674, Виена; † 11 април 1695, Виена); имат дъщеря